# Åhusbanan
Åhusbanan är en järnväg som går mellan Kristianstad och Åhus.

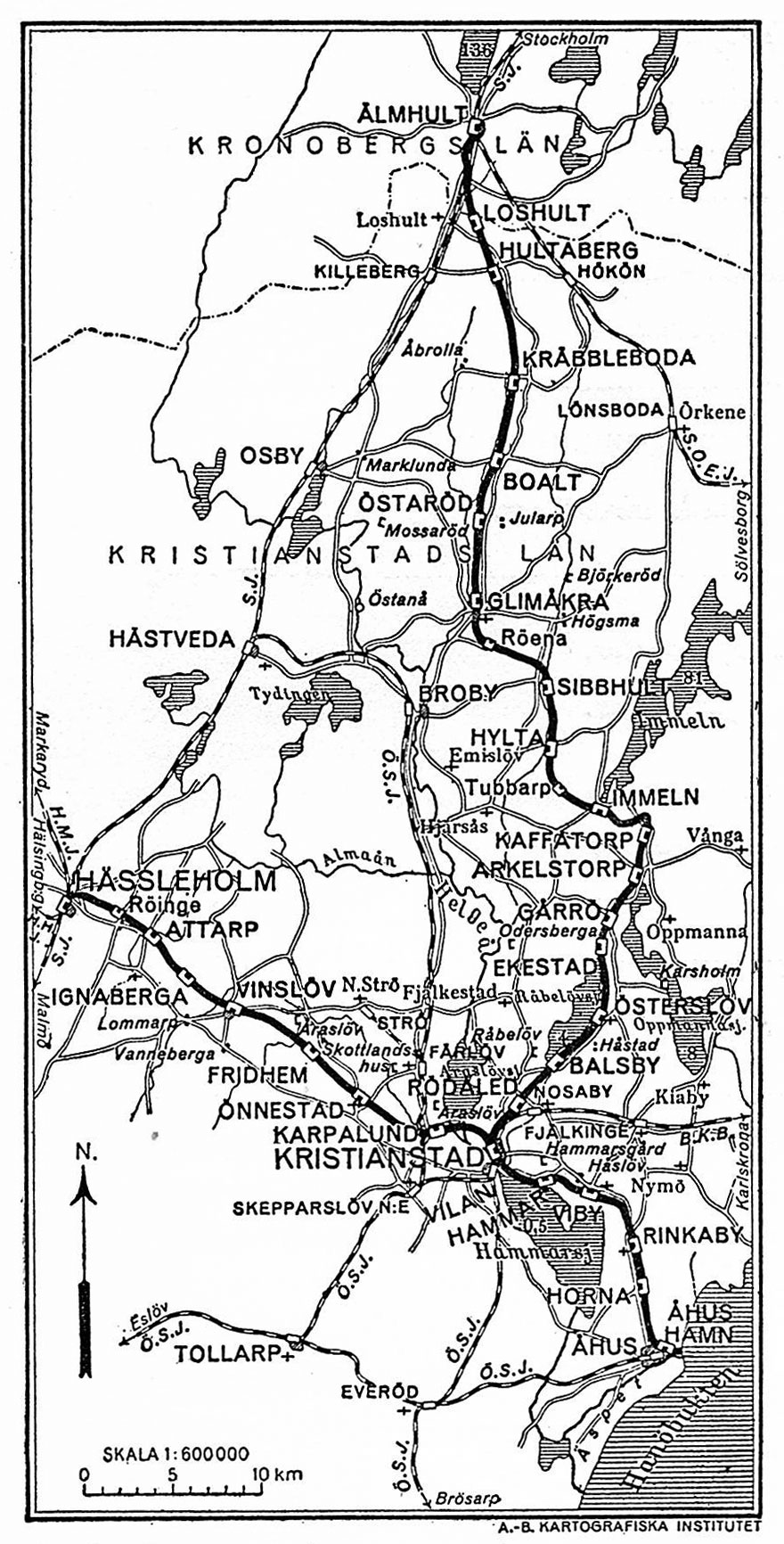
CHJ. Karta 1926.

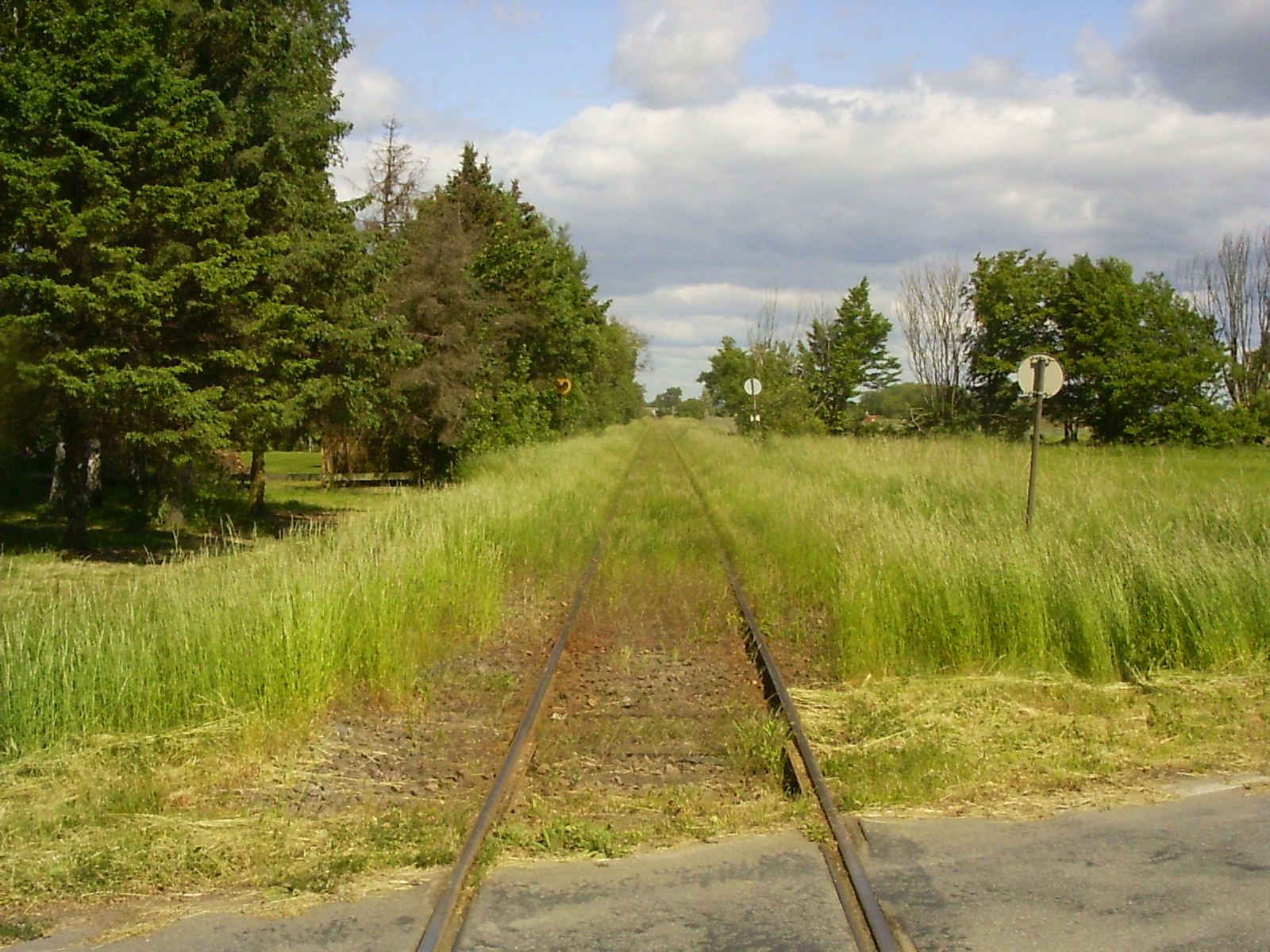
Åhusbanan i Rinkaby

## Historik
Banan byggdes 1886 av järnvägsbolaget Kristianstad–Åhus Järnväg (CÅJ). Banans primära syfte var (och är) att transportera gods till och från hamnen i Åhus. Persontrafiken var relativt stor, framför allt på somrarna, då speciella badtåg kördes. Banan förstatligades 1944. Persontrafiken lades ner redan 1962, men det har funnits sentida planer på att återuppta den.

## Trafik
Banan saknar reguljär trafik. Museiföreningen Östra Skånes Järnvägar bedriver från 2023, åter igen museitrafik på banan. Fram till december 2015 trafikerades banan av Green Cargo. I januari 2018 upphörde även CFL cargo med trafiken som tidigare körts med leveranser från The Absolut Company, det så kallade "sprittåget".

## Standard
Banan är enkelspårig, oelektrifierad och har olika standard på olika delsträckor. Rälstyper varierar från stambaneräls med rälsvikten 50 kg/m ner till 24 kg/m. Hastigheten är begränsad till 40 km/h och vid vissa av vägövergångarna längs banan är hastigheten begränsad till maximalt 10 km/h på grund av förenklade vägsignalanläggningar. Banan tillåter ett största axeltryck på 22,5 ton. Banan tillhör system S, vilket innebär enkel trafikledning och att alla färder på linjen sker under rörelseformen spärrfärd.

## Trafikplatser

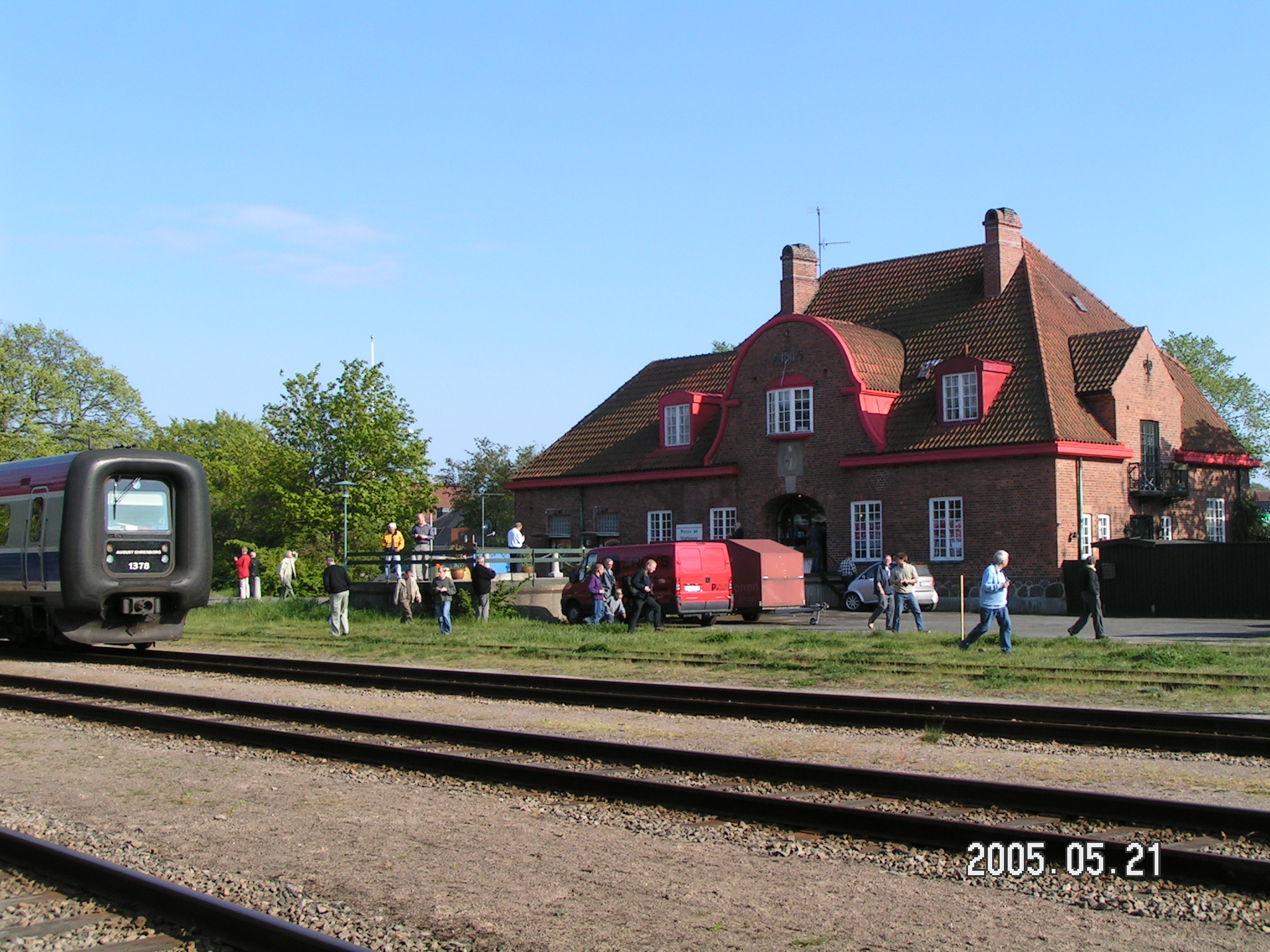
Järnvägsstationen i Åhus.

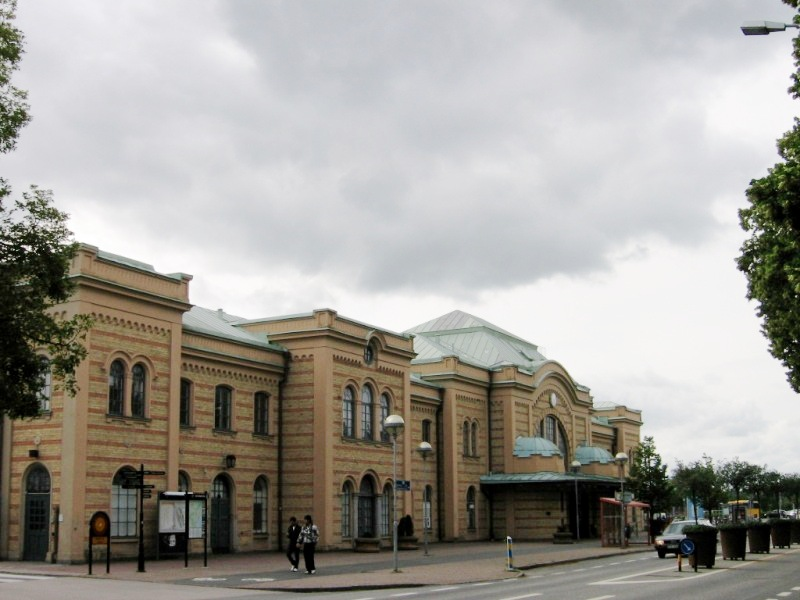
Kristianstad C.

- Kristianstads centralstation, anslutande linjer mot Hässleholm (Skånebanan) och Karlskrona (Blekinge kustbana), resandeutbyte
- Kristianstad Tivoliparken, linjeplats
- Kristianstad Södra, linjeplats
- Rinkaby, linjeplats
- Åhus, linjeplats
- Åhus hamn, linjeplats